# Окладненский
Окладненский — хутор в Урюпинском районе Волгоградской области России, административный центр Окладненского сельского поселения. На хуторе 5 улиц.
Население — 263 (2010)

## История
Основан в 1921 году братьями Поповыми и Пахомовыми. В 1927 году братьями Поповы был приобретён первый трактор. В том же году было создано товарищество по совместной обработке земли «Пчёлка». В 1932 году была открыта школа. В период коллективизации организован колхоз «Победа»
В 1928 году хутор включён в состав Урюпинского района Хопёрского округа (упразднён в 1930 году) Нижне-Волжского края (с 1934 года — Сталинградского края, с 1936 года Сталинградской области). До 1938 года — хутор входил в состав Серковского, Краснянского, затем Вольновского сельсоветов. В 1938 году хутора Окладинский, Федоровский, Шевыревский были выделены из состава Вольновского сельсовета и перечислены в состав поселкового совета при совхозе «Урюпинский». В том же году зерносовхоз «Урюпинский» был упразднён, а поселковый совет при совхозе «Урюпинский» был переименован в Окладинский сельсовет с центром на хуторе Окладинский.

## География
Хутор находится в степной местности, в пределах Хопёрско-Бузулукской равнины, являющейся южным окончанием Окско-Донской низменности. Центр хутора расположен на высоте около 150 метров над уровнем моря. Со всех сторон хутор окружён полями. На территории хутора имеется небольшой пруд. Почвы — чернозёмы обыкновенные.
Через хутор проходит местная автодорога Урюпинск — Долгий. По автомобильным дорогам расстояние до областного центра города Волгоград составляет 370 км, до районного центра города Урюпинска — 22 км. Ближайший населённый пункт хутор Федотовский расположен в 4 км к востоку от хутора Окладненский.
Часовой пояс
Окладненский, как и вся Волгоградская область, находится в часовой зоне МСК (московское время). Смещение применяемого времени относительно UTC составляет +3:00.

## Население
Динамика численности населения по годам:
| 1936 | 1987 | 2002 |
| ---- | ---- | ---- |
| 173  | ≈350 | 283  |

| 2010 |
| ---- |
| 263  |